# 8583 Фроберґер
8583 Фроберґер (8583 Froberger) — астероїд головного поясу, відкритий 8 січня 1997 року.
Тіссеранів параметр щодо Юпітера — 3,182.